# Államok vezetőinek listája 70-ben
Ezen az oldalon az i. sz. 70-ben fennálló államok vezetőinek névsora olvasható földrészek, majd országok szerinti bontásban. 

## Európa
- Boszporoszi Királyság
  - Király: I. Rhészkuporisz (68/69–93/94)

- Dák Királyság
  - Király: Scorilo (30–70)
  - Király: Duras (70–87)

- Római Birodalom
  - Császár: Vespasianus (69–79) 
    - Consul: Vespasianus császár
    - Consul: Titus Caesar Vespasianus
    - Consul suffectus: Caius Licinius Mucianus
    - Consul suffectus: Quintus Petillius Cerialis
    - Consul suffectus: Marcus Ulpius Traianus
    - Consul suffectus: Lucius Annius Bassus
    - Consul suffectus: Caius Laecanius Bassus Caecina Paetus

  - Britannia provincia
    - Legatus: Marcus Vettius Bolanus (69–71)

## Ázsia
- Armenia
  - Király: I. Tiridatész (61–75)

- Atropaténé
  - Király: Pakórosz (51-70 után)

- Elümaisz
  - Király: II. Oródész (50-70)
  - Király: Phraatész (70-90)

- Hsziungnuk
  - Sanjü: Huhszie Sicsu Huti (63-85)

- Ibériai Királyság
  - Király: I. Mithridatész (58–106)

- India
  - Anuradhapura
    - Király: Vaszabha (67–111)

  - Indo-pártus Királyság
    - Király: Szatavasztrész (65–70)
    - Király: Szarpedonész (kb. 70)
    - Király: Orthagnész (kb. 70)

- Japán
  - Császár: Szuinin (i. e. 29–70)

- Kína (Han-dinasztia)
  - Császár: Han Ming-ti (57–75)

- Kommagéné
  - Király: IV. Antiokhosz (38–72)

- Korea
  - Pekcse
    - Király: Taru (29–77)

  - Kogurjo
    - Király: Thedzso (53–146)

  - Silla
    - Király: Thalhe (57–80)

  - Kaja államszövetség
    - Király: Szuro (42–199?)

- Kusán Birodalom
  - Király: Kudzsula Kadphiszész (30-80)

- Nabateus Királyság
  - Király: II. Malikhosz (40–70)
  - Király: II. Rabbel (70–106)

- Oszroéné
  - Király: VI. Mánu (57–71)

- Pártus Birodalom
  - Nagykirály: I. Vologaészész (51–76/80)

- Római Birodalom
  - Iudaea 
    - Király: II. Heródes Agrippa (50–70)
    - Procurator: Marcus Antonius Julianus (66–70)
    - Procurator: Sextus Vettulenus Cerialis (70–71)
    - Főpap: Phanniász ben Sámuel (67-70)

  - Syria provincia
    - Praefectus: Caius Licinius Mucianus (67–69)
    - Praefectus: Lucius Iunius Caesennius Paetus (70–72?)

## Afrika
- Római Birodalom
  - Aegyptus provincia
    - Praefectus: Lucius Peducaeus Colon (70)

- Kusita Királyság
  - Kusita uralkodók listája

## Fordítás
Ez a szócikk részben vagy egészben  a   Liste der Staatsoberhäupter 70 című német Wikipédia-szócikk ezen változatának fordításán alapul.  Az eredeti cikk szerkesztőit annak laptörténete sorolja fel. Ez a jelzés csupán a megfogalmazás eredetét és a szerzői jogokat jelzi, nem szolgál a cikkben szereplő információk forrásmegjelöléseként.